# Talkensee
Talkensee är en sjö i Österrike.   Den ligger i förbundslandet Salzburg, i den centrala delen av landet, 230 km sydväst om huvudstaden Wien. Talkensee ligger 2 300 meter över havet.
Trakten runt Talkensee består i huvudsak av gräsmarker. Runt Talkensee är det glesbefolkat, med 20 invånare per kvadratkilometer.